# 南谷灣線
南谷灣線（日语：／ Minami-riasu sen */?）是一條連結岩手縣大船渡市的盛站與釜石市的釜石站，屬於三陸鐵道的鐵路線。此線繼承日本國有鐵道（國鐵）的特定地方交通線的「盛線」與日本鐵道建設公團建設線而開業。2019年3月起併入谷灣線。
此線面向太平洋，沿三陸海岸行走，由於大部分路段都位於隧道內，可以看到海的地方只限車站附近。南谷灣線沿線的地形属于海階地形，與北谷灣線的谷灣式海岸對照。

## 路線資料
- 管轄（事業類別）：三陸鐵道（第一種鐵道事業者）
- 路段（營業距離）：盛－釜石 36.6公里
- 軌距：1067毫米
- 站數：10個（包括起終點站）
- 複線路段：沒有（全線單線）
- 電氣化路段：沒有（全線非電氣化（日语：非電化）（內燃動力））
- 閉塞方式：特殊自動閉塞式（軌道回路檢知式）
- 車輛基地所在站：盛站

## 運行形態
在東日本大地震發生之前，路線的運行形態，大部分列車都是行走盛至釜石之間，每日有1班來回班次會經山田線、北谷灣線直通至久慈站。在一些季節時，會加入一些臨時列車班次，當中包括JR營運的「RIAS、Sea Liner」。2018年冬季开始三陸鐵道在南谷灣線区间开行“洋风被爐列车”，在合并入谷灣線后仍继续开行。
在行走盛至釜石之間的班次會使用36-100形，而行走盛至久慈站之間的班次會使用36-100/200/1100/1200形。在2009年3月14日的時間表修正前，行走盛至宮古之間的部分班次會使用JR東日本盛岡車輛中心的Kiha100系柴油動車組。
在2011年3月11日發生東日本大地震後，路線受損嚴重，全線不能通行，至2014年4月5日才復駛。由於原本使用的車輛受損，因此科威特捐資新造36-700形，該型車廂外貼有阿拉伯文、英文及日文寫的感謝科威特支援字樣，車前方貼有科威特國徽。原本經山田線直通運行至久慈站的列車，因山田線宮古車站至釜石車站仍受損尚未恢復通車而停駛。

## 歷史
南谷灣線是在改正鐵道敷設法別表第7號規定的預定線「岩手縣山田經釜石至大船渡鐵道」出現此路線的部分雛形。其後上述路線，分別在1935年開通大船渡至盛（大船渡線）、1939年開通山田（陸中山田）至釜石（山田線），1970年盛至綾里之間的國鐵盛線開通，1973年延長路線至吉濱。但之后盛線被1980年制定的國鐵再建法指定為第1次特定地方交通線，列入停運路線列表中，所以日本鐵道建設公團在建中的吉濱至釜石之間工程中斷。其後，以岩手縣政府為中心成立第三部門铁路公司：三陸鐵道，並重新開始吉濱至釜石之間的工程。在1984年4月1日，盛線由三陸鐵道繼承，同日开通吉濱至釜石區間，全線改名為南谷灣線。

### 年表
- 1970年（昭和45年）3月1日 盛線盛至綾里之間 (9.1km) 開業，新設陸前赤崎、綾里站。
- 1973年（昭和48年）7月1日 綾里至吉浜之間 (12.5km) 開業，新設甫嶺、三陸、吉濱站。
- 1984年（昭和59年）4月1日 三陸铁道 南谷灣線盛至釜石之間 (36.6km) 開業。其中吉濱至釜石之間 (15.0km) 為新建成區間，其餘則由國鐵繼承而來。新設唐丹、平田站。
- 1985年（昭和60年）10月16日 新設小石濱站。
- 1986年（昭和61年）7月26日 在綾里至小石濱站之間新設白濱海岸臨時站（直至1992年夏季）。
- 1994年（平成6年）2月22日 小石濱至甫嶺之間發生因強風使列車吹到事故。
- 2009年（平成21年）7月20日 小石濱站改名為戀濱站。
- 2011年（平成23年）
  - 3月11日 發生東日本大地震，全線停運。
  - 6月24日 東日本大地震發生後，吉濱至唐丹之間的鍬台隧道（日语：鍬台トンネル）內停留了一列車，經過檢查與少許維護後，终于駛回吉濱站[1]。
- 2013年（平成25年）4月 盛至吉濱之間 (21.6km) 重開[1]。
- 2014年（平成26年）4月5日 全線重開。[2]
- 2018年3月28日，三陸鐵道召開董事會，會中宣佈JR東日本移轉的宮古釜石間山田線將於2019年3月23日起恢復通車營運，同時會與現有的北谷灣線與南谷灣線整合成「谷灣線」（リアス線），總計全長163公里，一舉成為日本第三部門鐵道中里程最長的路線。[3]

## 車站列表
- 軌道（全線單線） … ◇：可列車交會，｜：不可列車交會
- 所有車站都位於岩手縣。

| 中文站名 | 日文站名 | 英文站名 | 站間距離 | 營業距離 | 接續路線                                                          | 軌道 | 所在地   |
| -------- | -------- | -------- | -------- | -------- | ----------------------------------------------------------------- | ---- | -------- |
| 盛       |          |          | -        | 0.0      | 東日本旅客鐵道：大船渡線 岩手開發鐵道：日頃市線、赤崎線（貨物線） | ｜   | 大船渡市 |
| 陸前赤崎 |          |          | 3.7      | 3.7      |                                                                   | ｜   | 大船渡市 |
| 綾里     |          |          | 5.4      | 9.1      |                                                                   | ◇    | 大船渡市 |
| 戀濱     |          |          | 2.9      | 12.0     |                                                                   | ｜   | 大船渡市 |
| 甫嶺     |          |          | 2.3      | 14.3     |                                                                   | ｜   | 大船渡市 |
| 三陸     |          |          | 2.7      | 17.0     |                                                                   | ◇    | 大船渡市 |
| 吉濱     |          |          | 4.6      | 21.6     |                                                                   | ｜   | 大船渡市 |
| 唐丹     |          |          | 6.1      | 27.7     |                                                                   | ◇    | 釜石市   |
| 平田     |          |          | 5.4      | 33.1     |                                                                   | ｜   | 釜石市   |
| 釜石     |          |          | 3.5      | 36.6     | 東日本旅客鐵道：釜石線、山田線                                    | ｜   | 釜石市   |

三陸鐵道在2009年4月中，在北谷灣線的久慈、宮古站與南谷灣線的釜石、盛站，共四站開始招募暱稱，同年8月27日之後1年之間釜石站被名為「南部さけコンドロイチン釜石駅」。

## 外部連結
- 三陸鐵道（日語）